# 바르비투르산
바르비투르산(영어: barbituric acid)은 피리미딘 헤테로고리 스켈레톤 기반의 유기 화합물이다. 수용성 무색 가루이다. 바르비투르산은 바르비투르산계 약물의 모체 화합물이지만 바르비투르산 그 자체는 약물학적 반응을 보이지 않는다. 이 화합물은 아돌프 폰 바이어가 처음 합성하였다.

## 합성
|  |

## 건강과 안전
바르비투르산을 과복용하면 호흡 억제와 사망을 일으킬 수 있다.

## 같이 보기
- 피리미딘